# Charles av Flandern
Charles av Flandern, fullständigt namn Charles Théodore Henri Antoine Meinrad (franska) respektive Karel Theodoor Hendrik Anton Meinrad (nederländska), född 10 oktober 1903, död 1 juni 1983, var en belgisk prins och greve av Flandern. Han fungerade från 1944 till 1950 i praktiken som landets prinsregent i sin broder Leopold III:s ställe.

## Biografi
Charles av Flandern var son till Albert I och Elisabeth av Bayern och yngre bror till Leopold III.
Efter Belgiens kapitulation under andra världskriget, då Leopold III stannade i Belgien, befann sig Charles i Storbritannien, där även exilregeringen under Hubert Pierlot fanns. När Belgien befriades befann sig Leopold III i Sachsen där han varit internerad sedan juni 1944. Därtill misstroddes han djupt av regeringen på grund av konflikter med denna 1940 och hans agerande under Belgiens ockupation.
Regeringen insatte därför Charles som regent i Leopold III:s ställe från 20 september 1944. 1950 återvände Leopold III till tronen efter en folkomröstning som genomfördes 12 mars 1950, men abdikerade året efter till förmån för sin son Baudouin.

## Utmärkelser
- Riddare av Serafimerorden,  2 november 1926[6]
- Storkorset av Nederländska Lejonorden,  11 maj 1939[7]
- Annunziataorden
- Storkors med kedja av Karl III:s orden[8]
- Storkorset av Torn- och svärdsorden[9]
- Storkorsriddare av Italienska kronorden
- Riddare av Sankt Mauritius och Sankt Lazarusorden
- Riddare med storkors av Victoriaorden

[Redigera Wikidata]